# توكويستا (فلوريدا)
توكويستا (بالإنجليزية: Tequesta, Florida)‏ هي بلدة تقع في الولايات المتحدة في مقاطعة بالم بيتش (فلوريدا). يقدر عدد سكانها بـ 5,629 نسمة ومساحتها 5.7 كم2 وترتفع عن سطح البحر 3 متر.

## التركيبة السكانية
حدّد مكتب تعداد الولايات المتحدة بيانات التركيبة السكانية لتوكويستا في تعداد الولايات المتحدة. في ما يلي، التركيبة السكانية حسب تعدادي 2000 و2010.

### تعداد عام 2000
بلغ عدد سكان توكويستا 5,273 نسمة بحسب تعداد عام 2000، وبلغ عدد الأسر 2,344 أسرة وعدد العائلات 1,521 عائلة مقيمة في القرية. في حين سجلت الكثافة السكانية 902.9 نسمة لكل كيلومتر مربع (2,338.5/ميل2). وبلغ عدد الوحدات السكنية 2,834 وحدة بمتوسط كثافة قدره 485.3 لكل كيلومتر مربع (1,256.9/ميل2).
وتوزع التركيب العرقي للقرية بنسبة 97.97% من البيض و0.47% من الأمريكيين الأفارقة و0.09% من الأمريكيين الأصليين و0.70% من الأمريكيين ذوي الأصول الآسيوية و0.02% من سكان جزر المحيط الهادئ و0.13% من الأعراق الأخرى و0.61% من عرقين مختلطين أو أكثر و2.43% من الهسبانيون أو اللاتينيون من أي عرق.
بلغ عدد الأسر 2,344 أسرة كانت نسبة 23.9% منها لديها أطفال تحت سن الثامنة عشر تعيش معهم، وبلغت نسبة الأزواج القاطنين مع بعضهم البعض 55.7% من أصل المجموع الكلي للأسر، ونسبة 7% من الأسر كان لديها معيلات من الإناث دون وجود شريك، بينما كانت نسبة 2.2% من الأسر لديها معيلون من الذكور دون وجود شريكة وكانت نسبة 35.1% من غير العائلات. تألفت نسبة 29.5% من أصل جميع الأسر من عدة أفراد يعيشون في نفس المنزل ونسبة 17.8% كانت تتألف من شخص يعيش بمفرده يبلغ من العمر 65 عاماً أو أكثر. وبلغ متوسط حجم الأسرة المعيشية 2.22، أما متوسط حجم العائلات فبلغ 2.75.
بلغ العمر الوسطي للسكان 47.5 عاماً. وكانت نسبة 19.1% من القاطنين تحت سن الثامنة عشر، وكانت نسبة 4% بين الثامنة عشر والرابعة والعشرين عاماً، ونسبة 22.9% كانت واقعةً في الفئة العمرية ما بين الخامسة والعشرين والرابعة والأربعين عاماً، ونسبة 27% كانت ما بين الخامسة والأربعين والرابعة والستين، ونسبة 25.6% كانت ضمن فئة الخامسة والستين عاماً فما فوق. يوجد لكل 100 أنثى 90.7 ذكر، ويوجد لكل 100 أنثى في الثامنة عشر من عمرها فما فوق 84.7 ذكر.
بلغ متوسط دخل الأسرة في القرية 58,825 دولارًا، أما متوسط دخل العائلة فبلغ 72,683 دولارًا. وكان متوسط دخل الذكور 51,563 دولارًا مقابل 31,855 دولارًا للإناث. وسجل دخل الفرد الخاص بالقرية 34,974 دولارًا. وكانت نسبة 1.6% من العائلات ونسبة 3.2% من السكان تحت خط الفقر، وكان من هؤلاء نسبة 0% تحت سن الثامنة عشر ونسبة 6.8% في الخامسة والستين من العمر وما فوق.

### تعداد عام 2010
بلغ عدد سكان توكويستا 5,629 نسمة بحسب تعداد عام 2010، وبلغ عدد الأسر 2,620 أسرة وعدد العائلات 1,636 عائلة مقيمة في القرية. في حين سجلت الكثافة السكانية 963.9 نسمة لكل كيلومتر مربع (2,496.5/ميل2). وبلغ عدد الوحدات السكنية 3,257 وحدة بمتوسط كثافة قدره 557.7 لكل كيلومتر مربع (1,444.4/ميل2).
وتوزع التركيب العرقي للقرية بنسبة 95.83% من البيض و0.57% من الأمريكيين الأفارقة و0.12% من الأمريكيين الأصليين و1.30% من الأمريكيين ذوي الأصول الآسيوية و0.02% من سكان جزر المحيط الهادئ و1.10% من الأعراق الأخرى و1.07% من عرقين مختلطين أو أكثر و6.06% من الهسبانيون أو اللاتينيون من أي عرق.
بلغ عدد الأسر 2,620 أسرة كانت نسبة 22.9% منها لديها أطفال تحت سن الثامنة عشر تعيش معهم، وبلغت نسبة الأزواج القاطنين مع بعضهم البعض 50% من أصل المجموع الكلي للأسر، ونسبة 9.2% من الأسر كان لديها معيلات من الإناث دون وجود شريك، بينما كانت نسبة 3.2% من الأسر لديها معيلون من الذكور دون وجود شريكة وكانت نسبة 37.6% من غير العائلات. تألفت نسبة 32.5% من أصل جميع الأسر من عدة أفراد يعيشون في نفس المنزل ونسبة 16.5% كانت تتألف من شخص يعيش بمفرده يبلغ من العمر 65 عاماً أو أكثر. وبلغ متوسط حجم الأسرة المعيشية 2.15، أما متوسط حجم العائلات فبلغ 2.71.
بلغ العمر الوسطي للسكان 49.9 عاماً. وكانت نسبة 17.6% من القاطنين تحت سن الثامنة عشر، وكانت نسبة 5.2% بين الثامنة عشر والرابعة والعشرين عاماً، ونسبة 18.8% كانت واقعةً في الفئة العمرية ما بين الخامسة والعشرين والرابعة والأربعين عاماً، ونسبة 33% كانت ما بين الخامسة والأربعين والرابعة والستين، ونسبة 25.4% كانت ضمن فئة الخامسة والستين عاماً فما فوق. وتوزع التركيب الجنسي للسكان بنسبة 48.6% ذكور و51.4% إناث.